# Баб аль-Наср (Алеппо)
Баб аль-Наср (араб. بَاب النَّصْر‎, букв. «Ворота Победы») — одни из девяти исторических ворот Старого города Алеппо в Сирии.
Ворота были перестроены и переименованы султаном Азом Захиром Гази в 1212 году и с тех пор стали важнейшими северными воротами города.

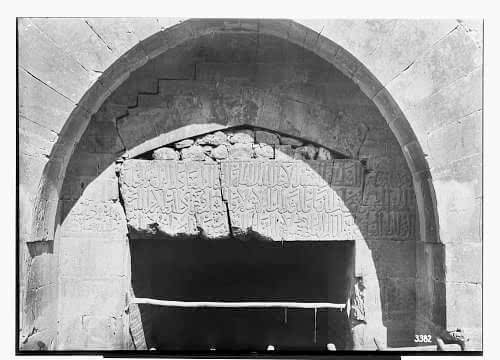
Историческое изображение ворот Баб аль-Наср в Алеппо

Архитектура ворот частично изменилась в период Османской империи. В середине XX века на облик района вокруг ворот оказали влияние французские градостроительные проекты.
Во время гражданской войны в Сирии ворота получили умеренные повреждения и были частично восстановлены в 2018 году при участии местного комитета по охране культурного наследия.